# 哈皮瓦利 (奧勒岡州)
哈皮瓦利（Happy Valley，或譯快樂谷）是美國奧勒岡州克拉克默斯縣的一座城市，位於奧勒岡州第一大城波特蘭東南方的郊區，人口23,733人。

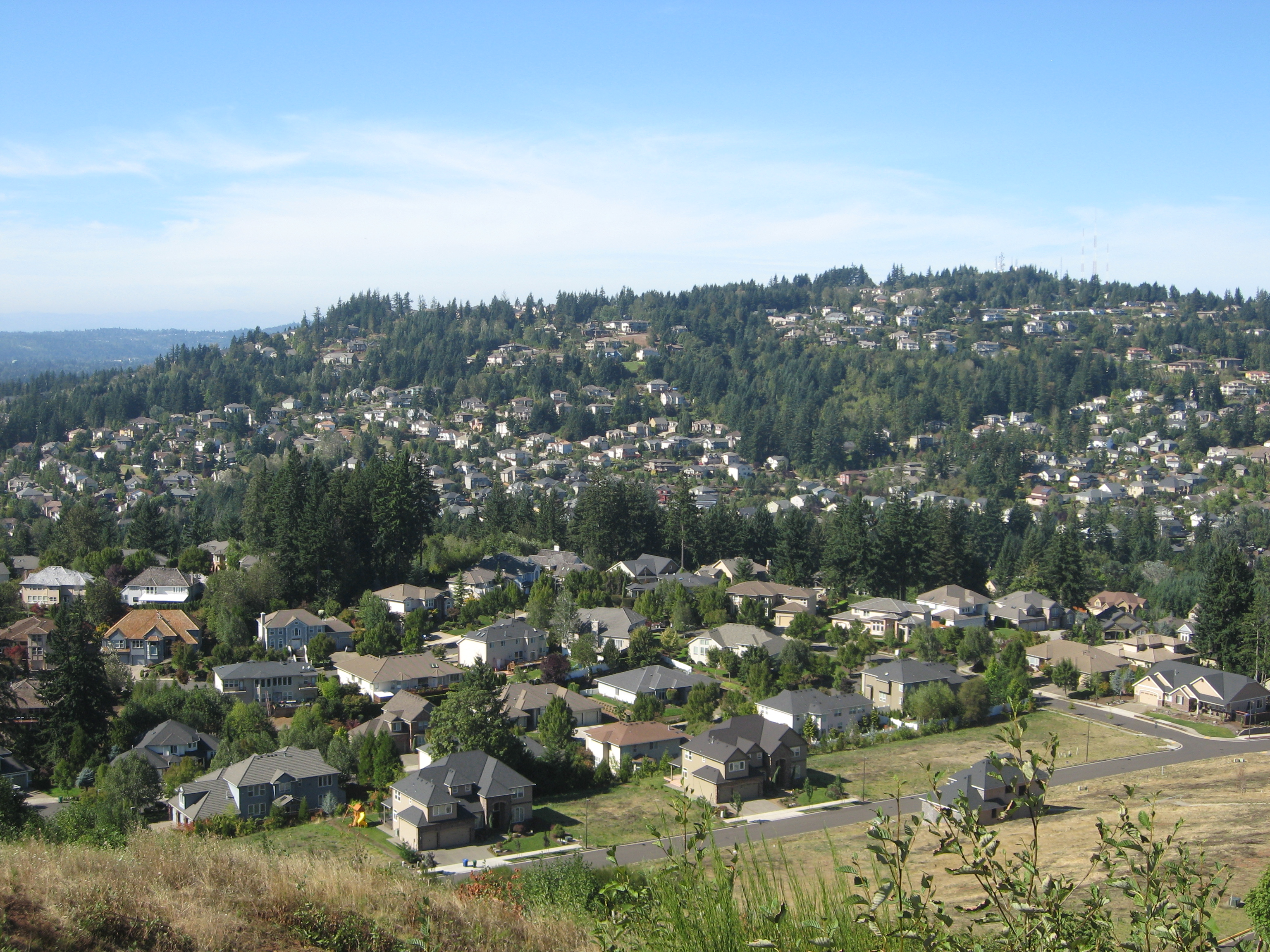
哈皮瓦利

1. ↑  . United States Census Bureau. August 28, 2023  [August 28, 2023]. （原始内容存档于2022-07-11）.